# Temporada da Stock Car Brasil de 2005
A Temporada da Stock Car Brasil de 2005 foi a 27ª edição promovida pela CBA da principal categoria do automobilismo brasileiro. 
A temporada consagrou como campeão Giuliano Losacco, seguido por Cacá Bueno e Hoover Orsi.

## Equipes e Pilotos
| Equipe                    | Carro             | No. | Piloto                | Corridas |
| ------------------------- | ----------------- | --- | --------------------- | -------- |
| Petrobras-Action Power    | Chevrolet Astra   | 0   | Cacá Bueno            | Todas    |
| Petrobras-Action Power    | Chevrolet Astra   | 7   | Thiago Marques        | Todas    |
| Nascar Motorsport         | Mitsubishi Lancer | 2   | Neto de Nigris        | 1–2, 4   |
| Nascar Motorsport         | Mitsubishi Lancer | 2   | Esteban Tuero         | 3        |
| Nascar Motorsport         | Mitsubishi Lancer | 4   | Popó Bueno            | 5–12     |
| Nascar Motorsport         | Mitsubishi Lancer | 77  | Valdeno Brito         | Todas    |
| Medley-A. Mattheis        | Chevrolet Astra   | 2   | Esteban Tuero         | 10       |
| Medley-A. Mattheis        | Chevrolet Astra   | 9   | Giuliano Losacco      | Todas    |
| Medley-A. Mattheis        | Chevrolet Astra   | 27  | Guto Negrão           | Todas    |
| RC3 Bassani               | Chevrolet Astra   | 3   | Chico Serra           | Todas    |
| RC3 Bassani               | Chevrolet Astra   | 34  | Matheus Greipel       | Todas    |
| WB Motosport              | Chevrolet Astra   | 4   | Popó Bueno            | 1–5      |
| WB Motosport              | Chevrolet Astra   | 19  | Rodrigo Sperafico     | Todas    |
| WB Motosport              | Chevrolet Astra   | 30  | Luiz Garcia Jr.       | 1–6      |
| Tatu Motorsport           | Mitsubishi Lancer | 5   | Adalberto Jardim      | Todas    |
| Tatu Motorsport           | Mitsubishi Lancer | 20  | Alan Chanoski         | 7–9      |
| Tatu Motorsport           | Mitsubishi Lancer | 20  | André Bragantini      | 10       |
| Boettger Competições      | Chevrolet Astra   | 6   | Alceu Feldmann        | Todas    |
| Boettger Competições      | Chevrolet Astra   | 35  | David Muffato         | Todas    |
| Carlos Alves Competições  | Chevrolet Astra   | 8   | Carlos Alves          | 1–2, 12  |
| Carlos Alves Competições  | Chevrolet Astra   | 43  | Pedro Gomes           | 6–12     |
| Filipaper-AMG Motorsport  | Mitsubishi Lancer | 10  | Sandro Tannuri        | Todas    |
| Filipaper-AMG Motorsport  | Mitsubishi Lancer | 17  | Ingo Hoffmann         | Todas    |
| RS Competições            | Chevrolet Astra   | 11  | Nonô Figueiredo       | Todas    |
| RS Competições            | Chevrolet Astra   | 18  | Allam Khodair         | Todas    |
| NasrCastroneves           | Chevrolet Astra   | 12  | Hoover Orsi           | Todas    |
| NasrCastroneves           | Chevrolet Astra   | 31  | Juliano Moro          | Todas    |
| Eurofarma RC              | Chevrolet Astra   | 14  | Luciano Burti         | Todas    |
| Eurofarma RC              | Chevrolet Astra   | 15  | Antônio Jorge Neto    | Todas    |
| Hot Car Competições       | Chevrolet Astra   | 16  | Wagner Ebrahim        | Todas    |
| Texaco Vogel              | Chevrolet Astra   | 21  | Thiago Camilo         | Todas    |
| Texaco Vogel              | Chevrolet Astra   | 99  | Gualter Salles        | Todas    |
| Officer Motorsport        | Mitsubishi Lancer | 23  | Duda Pamplona         | Todas    |
| Scuderia 111              | Chevrolet Astra   | 25  | Ângelo Serafim        | 5–7      |
| Scuderia 111              | Chevrolet Astra   | 65  | Felipe Gama           | 8–12     |
| Scuderia 111              | Chevrolet Astra   | 71  | Tom Stefani           | 1–4      |
| Scuderia 111              | Chevrolet Astra   | 80  | Luís Carreira Jr.     | Todas    |
| Terra Avallone            | Mitsubishi Lancer | 33  | Felipe Maluhy         | Todas    |
| Terra Avallone            | Mitsubishi Lancer | 55  | Christian Fittipaldi  | Todas    |
| Katalogo Racing           | Mitsubishi Lancer | 37  | Paulo Salustiano      | 6, 9–10  |
| Katalogo Racing           | Mitsubishi Lancer | 37  | Rodrigo Pimenta       | 7–8      |
| Katalogo Racing           | Mitsubishi Lancer | 37  | Roberto Moreno        | 11       |
| Katalogo Racing           | Mitsubishi Lancer | 37  | André Bragantini      | 12       |
| Katalogo Racing           | Mitsubishi Lancer | 40  | Fábio Carreira        | Todas    |
| Katalogo Racing           | Mitsubishi Lancer | 43  | Pedro Gomes           | 1–5      |
| PowerTech                 | Chevrolet Astra   | 44  | Diogo Pachenki        | Todas    |
| MT Racing                 | Chevrolet Astra   | 45  | Wanderley Reck Júnior | Todas    |
| Greeco Motorsport         | Chevrolet Astra   | 47  | Sérgio Paese          | 3        |
| RR Embratel 21 Motorsport | Chevrolet Astra   | 63  | Ariel Barranco        | 11–12    |
| RR Embratel 21 Motorsport | Chevrolet Astra   | 201 | Raul Boesel           | Todas    |
| JF Racing                 | Chevrolet Astra   | 87  | Ruben Fontes          | Todas    |
| JF Racing                 | Chevrolet Astra   | 88  | Beto Giorgi           | Todas    |
| L&M Racing                | Chevrolet Astra   | 90  | Ricardo Mauricio      | Todas    |
| L&M Racing                | Chevrolet Astra   | 91  | Henrique Favoretto    | 1–10, 12 |
| L&M Racing                | Chevrolet Astra   | 91  | Sérgio Paese          | 11       |

## Calendário
| Prova | Data           | Etapa             | Local             | Pole position     | Volta mais rápida  | Vencedor         | Resumo   |
| ----- | -------------- | ----------------- | ----------------- | ----------------- | ------------------ | ---------------- | -------- |
| 1     | 1 de maio      | São Paulo         | São Paulo         | Hoover Orsi       | David Muffato      | Cacá Bueno       | Detalhes |
| 2     | 15 de maio     | Paraná            | Curitiba          | Cacá Bueno        | Wanderley Reck Jr. | Cacá Bueno       | Detalhes |
| 3     | 19 de junho    | Rio de Janeiro    | Rio de Janeiro    | Thiago Camilo     | Thiago Camilo      | Thiago Camilo    | Detalhes |
| 4     | 3 de julho     | São Paulo         | São Paulo         | Duda Pamplona     | Thiago Camilo      | Hoover Orsi      | Detalhes |
| 5     | 24 de julho    | Paraná            | Curitiba          | Thiago Camilo     | Hoover Orsi        | Ingo Hoffmann    | Detalhes |
| 6     | 28 de agosto   | Paraná            | Londrina          | Cacá Bueno        | Ingo Hoffmann      | Hoover Orsi      | Detalhes |
| 7     | 2 de outubro   | Rio Grande do Sul | Santa Cruz do Sul | Cacá Bueno        | Cacá Bueno         | Cacá Bueno       | Detalhes |
| 8     | 18 de setembro | Distrito Federal  | Brasília          | Rodrigo Sperafico | Cacá Bueno         | Cacá Bueno       | Detalhes |
| 9     | 16 de outubro  | Rio Grande do Sul | Viamão            | Chico Serra       | Ruben Fontes       | Ruben Fontes     | Detalhes |
| 10    | 30 de outubro  | Buenos Aires      | Buenos Aires      | Giuliano Losacco  | Luciano Burti      | Giuliano Losacco | Detalhes |
| 11    | 13 de novembro | Rio de Janeiro    | Rio de Janeiro    | Giuliano Losacco  | Giuliano Losacco   | Giuliano Losacco | Detalhes |
| 12    | 27 de novembro | São Paulo         | São Paulo         | Cacá Bueno        | Antonio Jorge Neto | Hoover Orsi      | Detalhes |

## Resultados da temporada

### Informações Adicionais
- Corridas marcadas com azul-claro foram realizadas debaixo de chuva.
- Sistema de pontuação: 25 pontos para o 1º colocado, 20 para o 2º colocado, 16 para o 3º colocado, 14 para o 4º colocado, 12 para o 5º colocado, 10 para o 6º colocado e menos 1 ponto até o 15º colocado. O piloto deve terminar a prova para a computação dos pontos.

| 1   | Giuliano Losacco   | Chevrolet Astra   | 2   | 4   | Ret | 11  |     | 5   | 2   | 2   | 7   | 1   | 1   | 3   | 166   |
| 2   | Cacá Bueno         | Chevrolet Astra   | 1   | 1   | 2   | 5   | 4   | Ret | 1   | 1   | 14  |     | 13  | 4   | 155   |
| 3   | Hoover Orsi        | Chevrolet Astra   | Ret | 18  | 5   | 1   | 2   | 1   | Ret | Ret | 8   | Ret | 17  | 1   | 115   |
| 4   | Antonio Jorge Neto | Chevrolet Astra   | 11  | 2   | 25  | 9   | 14  | 13  | Ret | 7   | 11  | 7   | 2   | 2   | 107   |
| 5   | Luciano Burti      | Chevrolet Astra   | 3   | Ret | 7   | 6   | Ret | 6   | Ret | Ret | Ret | 3   | 8   | 6   | 79    |
| 6   | Duda Pamplona      | Mitsubishi Lancer | 6   | 9   | 27  | 3   | 8   | 15  | 11  | 6   | 5   | Ret | 11  | Ret | 74    |
| 7   | Thiago Camilo      | Chevrolet Astra   | Ret | Ret | 1   | Ret | Ret | 21  | 12  | Ret | 4   | Ret | 3   | 5   | 71    |
| 8   | Ingo Hoffmann      | Mitsubishi Lancer | Ret | 12  | 9   | 12  | 1   | Ret |     |     |     |     |     | 12  | 63    |
| 9   | Ruben Fontes       | Chevrolet Astra   | 15  | 15  | 6   | 16  | 27  | 18  | 20  | 9   | 1   | Ret | 5   | 10  | 62    |
| 10  | Pedro Gomes        | Mitsubishi Lancer |     |     | Ret |     |     | Ret |     |     |     |     |     | Ret | 62    |
| 11  | Nonô Figueiredo    | Chevrolet Astra   |     |     |     | Ret |     | Ret |     |     |     | Ret |     |     | 61    |
| 12  | Valdeno Brito      | Mitsubishi Lancer | Ret | 3   |     | Ret | Ret | Ret | 3   | Ret | 2   | Ret |     |     | 58    |
| 13  | Rodrigo Sperafico  | Chevrolet Astra   |     |     |     | Ret |     |     |     | Ret | Ret |     | Ret |     | 57    |
| 14  | Alceu Feldmann     | Chevrolet Astra   | Ret |     |     |     |     |     |     |     |     |     |     | Ret | 57    |
| 15  | Thiago Marques     | Chevrolet Astra   | Ret | Ret |     | Ret |     | Ret | Ret |     |     |     |     |     | 55    |
| Pos | Piloto             | Carro             | SP  | PR  | MS  | SP  | PR  | PR  | RS  | DF  | RS  | BAs | RJ  | SP  | Total |

| Cor      | Resultado            |
| -------- | -------------------- |
| Ouro     | Vencedor             |
| Prata    | 2º lugar             |
| Bronze   | 3º lugar             |
| Verde    | Terminou, nos pontos |
| Azul     | Terminou, sem pontos |
| Púrpura  | Retirou-se (Ret)     |
| Vermelho | Não qualificado (NQ) |
| Preto    | Desqualificado (DSQ) |
| Branco   | Não largou (NL)      |
| Sem cor  | Não participou (NP)  |
| Sem cor  | Lesionado (Les)      |
| Sem cor  | Excluído (EX)        |

† = Não terminou a etapa, mas foi classificado porque completou 90% da corrida.